# Oberhofen (Argovie)
Pour les articles homonymes, voir Oberhofen.
Oberhofen est une localité de Mettauertal et une ancienne commune suisse du canton d'Argovie.

## Histoire
Oberhofen est une ancienne commune suisse. Oberhofen a fusionné avec les communes d'Etzgen, d'Hottwil, de Mettau et de Wil. La fusion est effective depuis le 1er janvier 2010. Son ancien numéro OFS est le 4174.

## Références

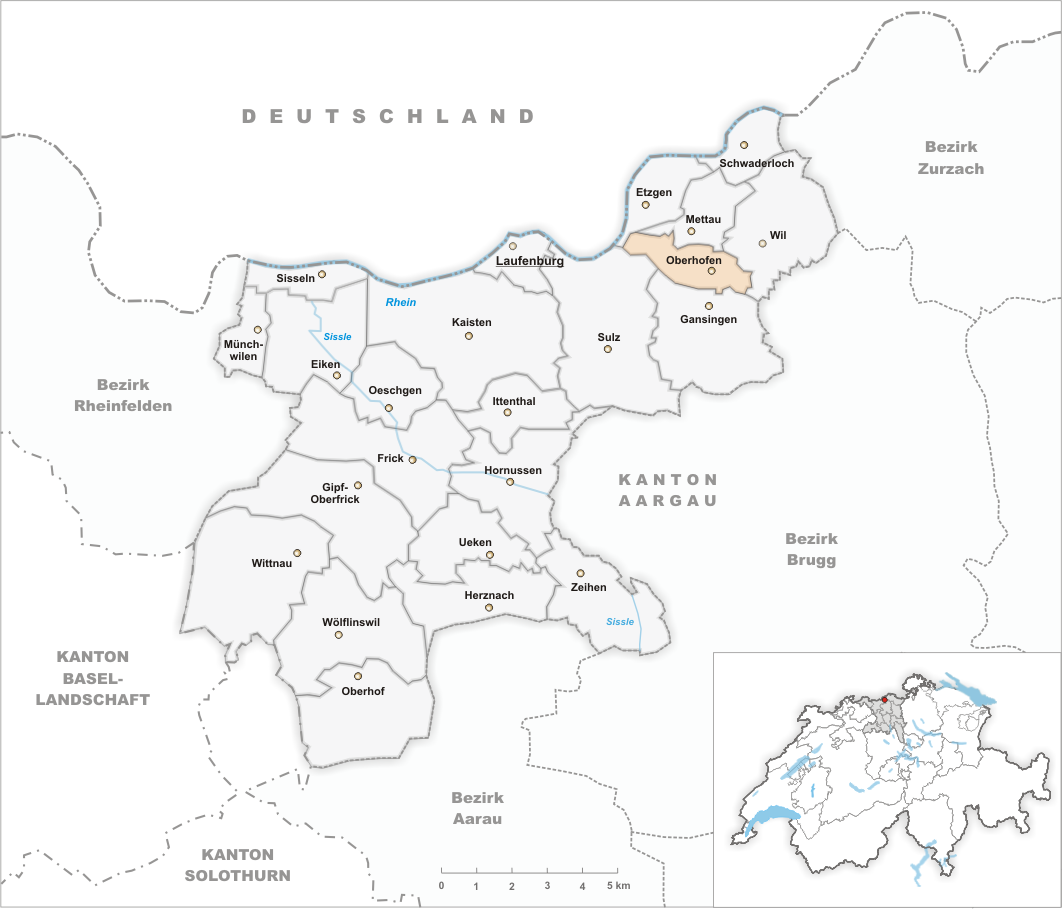
Carte de l'ancienne commune d'Oberhofen.